# 櫻谷勉
櫻谷 勉（さくらや つとむ、1984年6月16日 - ）は日本の元ラグビー選手。

## プロフィール
- 京都府出身[1]。
- ポジションはセンター(CTB)。
- 身長 181cm、体重 91kg
- 関東代表候補に選ばれたことがある[2]。
- U23日本代表候補に選ばれたことがある[3]。

## 略歴
2003年、伏見工業高校卒業後、関東学院大学に入る。
2007年、関東学院大学卒業後、ホンダヒートに加入するが同年に退団して、NECグリーンロケッツに加入。
2016年、現役を引退した。